# ホスピタルクラウン
ホスピタルクラウン（英: HospitalClown）は、病院などで心のケアをする道化師のこと。また、そのような活動のこと。

## 概要
ホスピタルクラウンの発祥は、アメリカ。1980年、医師のハンター・アダムス（通称パッチ・アダムス）による活動に始まり、1986年にニューヨークのビッグアップルサーカス、マイケル・クリステンセンによる「クラウンドクター」と呼ばれる専門家の育成が開始された。この活動は全米に広がり、やがて国際的に拡大していった。

## ホスピタルクラウンの役割
笑いが身体の免疫力を上げるのなら、健康維持や病気の身体にも良いということになる。そこでこの『笑い』を病院にも届けようとする活動が、ホスピタルクラウンである。
一般に入院生活は決して楽しいものではなく、患者本人ばかりかその家族の負担、ストレスも大きいものである。病院は、病気を治すことが目的の場所がゆえ、多くの制限もやむを得ない。中には、仕事にユーモアを取り入れて患者に接する医師・看護士もいるが、やはり業務の範囲内では限られる。
そこで、クラウン（道化師）の病院訪問が生まれてきたと考えられる。ホスピタルクラウンは、専門の教育を受けたクラウンが病院内での知識や衛生面を理解したうえで病室を訪問している。

## 病院内でのパフォーマンス
通常のクラウンパフォーマンスと、病院内での活動には違いがある。
- 必ず消毒をしてから入室する。
- 道具は常に清潔にする。
- 一度床に落ちた物は使えないので、落ちる可能性の高い道具は使わない。
- 医療機器などに引っ掛からないよう、大袈裟な衣装・クラウン独特の大きな靴は着用しない。
- クラウンからよりも、患者からの発信を受ける側になる。

など、この他にも気を配るところは多くある。
ホスピタルクラウンは時には子どものいたずら相手に、時には相談相手に、また状況によってはベッドに寄り添う以上のことは必要ない場合もある。
病院内では医師や看護士に主導権があり、時として患者は立場的に弱く感じることもある。そんな日常とは違い、クラウンなら患者と同じ目線に立ったり、さらには彼らに主導権を持たせることが可能である。ホスピタルクラウンは、医師をはじめ関係者に『クラウン』という存在をよく理解してもらい、相互の協力があって成り立つものでもある。